# 星系和星系团表
星系和星系团表（英語：Catalogue of Galaxies and of Clusters of Galaxies，简称CGCG），是由弗里茨·兹威基于1961至1968年间编制的，包含29418个星系和星系团，其中有9134个星系团。